# أولاد صقر (مدينة)
30°55′49″N 31°41′51″E / 30.930342°N 31.697497°E

مركز ومدينة أولاد صقر بمحافظة الشرقية بمصر. وهي من المدن حديثة النشأة في محافظة الشرقية ذات طابع ريفي حيث يمتهن الغالبية من سكانها الزراعة.

## سبب المسمى
هناك أكثر من رواية ومنها أنها كانت مأوى للصقور في القدم ومنها أيضا أن هناك شخص يدعى صقر اتى إلى مصر مع الفتح الإسلامي وعاش في منطقة سميت كفر صقر وعاش بعد ذلك ابنائه في أولاد صقر لذلك سميت بهذا الاسم وهناك روايات اخرى.

## الموقع
يحد مركز أولاد صقر من الشمال المنزلة، من الغرب محافظة الدقهلية، من الجنوب مركز كفر صقر، من الشرق مركز فاقوس والحسينية.

## المعالم
قامت مشروعات عدة بالمدينة تهتم بالصرف الصحي المغطى وكذلك مياه الشرب النظيفة والطرق وبناء مستشفى مركزي وكذلك بناء المستوصف الصحي ومركز شرطة أولاد صقر الجديد. تنقسم المدينة إلى قسمين وهما البر الشرقي والغربي ومن أهم معالم المدينة المسجد الكبير ويعد أقدم وأول مسجد بالمدينة ومسجد الحاجة صباح وكان إمامه العلامة الشيخ محمد إبراهيم القرام وهو أول إمام أزهري تشهده المدينة، وجامع المستشفى وكذلك شارع الخمارة وهو من أقدم شوارع المدينة الذي يصل بشارع النقطة القديمة، وكذلك مجمع المدارس الابتدائية ومجلس المدينة الجديد ومن أشهر أحيائها حي الأزهر الذي يعتبر قلعة العلم في المدينة.

## المساحة
تبلغ مساحة المركز 257.719 كم2 وهو سادس مركز من حيث المساحة بنسبة 6.68 % بالنسبة للمحافظة

## المناخ
إتجاه الرياح السائدة في أولاد صقر هي شمالية غربية، والحرارة تكون أعلى معدلاتها 38 درجة مئوية وأدنى معدلاتها 9 درجات مئوية، والرطوبة متوسط وتبلغ نسبتها حوالى 38%، ومعدلات سقوط الأمطار متقطعة ولا يستفاد منها، أما بالنسبة للتربة فأرض المركز طينية سوداء على هيئة سهول ممتدة ولا يوجد بها جبال أو هضاب أو وديان.

## المناطق الأثرية
توجد عدد من المناطق الأثرية بالقرب من أولاد صقر مثل حفائر قرية بني منصور التي تبعد ا كم عن المدينة، والتي يعتقد انتمائها لاحدي القري الفرعونية القديمة والتي كانت تسمى آنذاك ب ديفانوز وتم استخراج بعض من المومياوات والأواني الفخارية التي يرجع تاريخها إلى عصر ما قبل الأسر وتم نقلها إلى متحف المحافظة في تل بسطة، وأيضا حفائر جزيرة مطاوع وهي قرية تابعة لأولاد صقر وقديما كان هذا الموقع هو أحد المدن القديمة التي تقع بالقرب من الفرع التانيسي أحد روافد النيل القديمة وجد بها بعض التوابيت والمقابر التي ترجع إلى العصر الروماني. التل الاسود بجزيرة مطاوع شاهد على التاريخ الأثري ودورها في حماية البوابة الشرقية لمصر الفرعونية.

## قرى أولاد صقر
- الوحدة المحلية بالصوفية
- الصوفية
- جزيرة مطاوع
- قرية منشأة الأمير
- قرية منشأة ناصر
- تلراك
- جزيرة الفرس
- قرية القرام
- الحصوة
- السعادات
- قرية الباشا
- الشلابوة
- عزبة الفاخورة
- قرية البرية
- قرية أبو زيدان
- قرية البحاروة
- قرية الوزيرة
- قرية سمعان
- الشوافين
- أبوقراميط
- السعادات
- بني عبس
- بني حسن
- بني منصور
- منشية السادات
- قصاصين الازهار
- زور أبو الليل
- جزيرة الشافعي
- أبو ياسين
- حمادة